# 10374 Etampes
10374 Etampes eller 1996 GN19 är en asteroid i huvudbältet som upptäcktes den 15 april 1996 av den belgiske astronomen Eric W. Elst vid La Silla-observatoriet. Den är uppkallad efter den franska staden Étampes.
Asteroiden har en diameter på ungefär 5 kilometer.